# منحنی فراموشی

نمودار نوعی منحنی فراموشی

منحنی فراموشی، کاهش توانایی به‌یادآوری حافظهٔ انسان در طول زمان، و نحوهٔ فراموشی اطلاعات زمانی که کوششی برای حفظ آن نشود را نمایش می‌دهد. یک مبحث مرتبط قدرت حافظه است که به ماندگاری حافظه در ذهن اشاره دارد. حافظه هر چقدر قوی‌تر باشد، مدت طولانی‌تری می‌توانیم آن را به یاد بیاوریم. نموداری نوعی از منحنی فراموشی نشان می‌دهد که معمولاً انسان‌ها ناخودآگاهانه در طول چند روز یا هفته، بخشی از اطلاعات جدید یادگرفته شده را از خاطر می‌برند مگر اینکه آن را مرور کنند. منحنی یادگیری خاصیت نمایی دارد، به این معنی که فراموشی اطلاعات در چند روز اولیه در بیشترین حد خود است و سپس نرخ فراموشی کاهش می‌یابد.
منحنی فراموشی اولین بار توسط روانشناس آلمانی هرمان ابینگ هاوس در سال ۱۸۸۵ معرفی شد. تحقیق وی در سال ۲۰۱۵ مجدداً انجام شده و نتایج مشابهی به دست آمده‌است.